# Burger Kálmán
Burger Kálmán (Aszód, 1929. október 19. – Budapest, 2000. június 8.) Széchenyi-díjas magyar gyógyszerész, kémikus, egyetemi tanár, a Magyar Tudományos Akadémia rendes tagja.
Kutatási területe: A fémkomplexek képződésének és szerkezetének alapkutatási vizsgálata biológiai hatású modellrendszereken. Új gyógyszerhatású fémkomplexek előállítása.

## Életpályája
Burger Kálmán gyógyszerész-családban született, atyjának patikája volt. A családi példa ösztönözte arra, hogy az érettségi vizsga letétele után tanulmányait a budapesti orvosegyetem gyógyszerészeti karán folytassa, 1949-1954 közt. 1954-ben szerezte meg a gyógyszerésztudományi oklevelet. Már egyetemi hallgató korában elsősorban a kémia iránt érdeklődött, felfigyelt erre Schulek Elemér, az ELTE Szervetlen és Analitikai Kémiai Tanszék vezetője.
Burger Kálmán a Schulek tanszékén kezdte egyetemi oktatói és kutatói pályáját, együtt dolgozott a többi Schulek tanítvánnyal. 1958-ban megvédte kandidátusi disszertációját a d-pozitív töltésű halogének témában. 1966-ban védte meg  nagydoktori disszertációját Szerves reagensek a fémanalízisben címmel analitikai kémia témában. 1968-ban egyetemi tanári kinevezést kapott az ELTE Szervetlen és Analitikai Kémiai tanszéken.
Gyakran volt nyugati egyetemeken vendégelőadó, nemzetközi konferenciákon 23 alkalommal tartott plenáris előadásokat. A Stockholmi Műszaki Egyetemen 1961-ben, a Stuttgarti Egyetemen 1973-ban vendégkutatóként működött. Norwich-ban, az East Anglia Egyetemen műszeres analízist oktatott 1977-ben, az Egyesült Államokban, Princetonban szervetlen kémiát tanított 1981-ben. Munkatársaival együtt tudományos közleményeiket leggyakrabban angol vagy valamely más nemzetközi nyelven adták közre.
1983-ban, a szegedi József Attila Tudományegyetem rektorának, Kristó Gyulának hívására elvállalta a JATE TTK Szervetlen és Analitikai Kémiai Tanszék vezetését. 1987/88–1989/90-ben Burger Kálmán töltötte be a JATE tudományos rektorhelyettesi posztját is. Több mint tíz éven át, 1996-ig vezette a tanszéket.
Már 1983-ban elindította a tanszéken a biokoordinációs kémiai kutatásokat. 1991-ben Burger Kálmán tanszékének kezdeményezésére a szegedi felsőoktatási intézmények (JATE, SZOTE, JGYTF, KÉEÉFK) 12 tanszékének részvételével megalakult a Környezet- és Természetvédelmi Kutatási Oktatási Regionális Centrum (KÖTKORC). 1992-ben megindult a 4 szemeszteres, önköltséges posztgraduális környezetvédő képzés 40-100 fő között ingadozó hallgatói létszámmal. Burger Kálmán volt a centrum elnöke, titkára Galbács Zoltán, együtt koordinálták az évente induló kurzusokat.
Mind oktatói, mind kutatói és közéleti tevékenységében sokat tett a kémiai tudományok fejlődéséért és a gyakorlatba való átültetéséért. Fő oktatási területei: Analitikai kémiai, szervetlen kémiai és koordinációs kémiai oktatás. Számos tudományos tisztséget betöltött az egyetemek és a Magyar Tudományos Akadémia testületeiben. A Magyar Tudományos Akadémia 1990-ben választotta levelező tagnak, 1993-tól r. tag. Magánemberként példás családi életet élt, feleségével együtt szeretetben nevelték fel gyermekeiket.

## Tudományos tisztségek (válogatás)
- MTA Szegedi Akadémiai Bizottság (SZAB) (alelnök)
- MTA Könyv- és Folyóiratkiadó Bizottság
- Fizikai-Kémiai és Szervetlen Kémiai Bizottság
- Analitikai Kémiai Bizottság
- Koordinációs Kémiai Munkabizottság
- Felsőoktatási és Tudományos Tanács (FTT) Természettudományi Felsőoktatási Bizottság (elnök)
- FTT Képzési Operatív Bizottság
- Országos Akkreditációs Bizottság Kémiai Szakbizottság
- Inorganica Chimica Acta (szerk. biz. tag, 1968-1993)
- J. Crystallographic and Spectroscopic Research (szerk. biz. tag, 1977-1994)
- Magyar Kémiai Folyóirat (szerk. biz. tag)
- Kémiai Közlemények (szerk. biz. tag)

## Művei (válogatás)

### Idegen nyelven
- Coordination Chemistry: Experimental Methods (Butterworths, London, 1973. p. 372)
- Organic Reagents in Metal Analysis (Pergamon Press, London, 1973. p. 266)
- Organicseszkie reagenti v neorganicseszkom analize (Izd. Mir., Moszkva, 1975. p. 272)
- Vértes, A.-val és  Korecz, L.-lel: Mössbauer Spectroscopy(Elsevire, New York – Amsterdam, 1979. p. 432)
- Solvation, Ionic and Complex formation in Non-acqueous Solutions (Elsevire, New York – Amsterdam, 1983. p. 268)
- (Japán nyelvű fordítása): Japán Scientific Societies Press, Tokyo, 1987. p. 312
- Szolvatacija, ionnie reakcii i komplexo-obrazovanje v nevodnich szredach (Izd. Mir., Moszkva, 1984. p. 256)
- (Szerk.): Biocoordination Chemistry: Coordination Equilibria in Biologically Active Systems (Elis Horwood, Chichester, New York, 1990. p. 349)

### Magyar nyelven
- Modern koordinációs kémiai vizsgáló módszerek (Akadémiai Kiadó, Budapest, 1967. 287 oldal)
- Szerves reagensek a fémanalízisben (Műszaki Könyvkiadó, Budapest, 1969. 362 oldal)
- A Mössbauer spektroszkópia alkalmazása a komplexkémiában (A kémia újabb eredményei 9. kötet 8–199. oldal, Akadémiai Kiadó, Budapest, 1972.)
- A mennyiségi kémiai analízis alapjai (Medicina Könyvkiadó, Budapest, 1973. 228 oldal)
- Második, átdolgozott és bővített kiadás (Medicina Könyvkiadó, Budapest, 1981. 342 oldal)
- Harmadik, javított kiadás (Medicina Könyvkiadó, Budapest, 1986. 342 oldal)
- Nemvizes oldatok koordinációs kémiája (A kémia újabb eredményei 36. kötet 7–208 Akadémiai Kiadó, Budapest, 1977.)
- Rögzített folyadékok Mössbauer-spektroszkópiája. Új eljárás az oldatkémiában. (Akadémiai székfoglaló; Akadémiai Kiadó, Budapest, 1990. 37 oldal)
- A mennyiségi analízis alapjai: Kémiai és műszeres elemzés (Semmelweis Kiadó, Budapest, 1992. 476 oldal)
- Oldószerhatás a koordinációs kémiában (A kémia újabb eredményei 75. kötet, 1993. 7–46.)
- A mennyiségi analízis alapjai: kémiai és műszeres elemzés, 1992
- Biológiai hatású makromolekulák és kismolekulájú modelljeik fémionkoordinációja (Akadémiai székfoglaló; Akadémiai Kiadó, Budapest, 1995. 61 oldal)

## Társasági tagság
- Accademia Peloritana dei Pericolanti, levelező tag, 1994.

## Díjak, elismerések (válogatás)
- Schulek Elemér Emlékérem (1968)
- Comenius Egyetem (Pozsony) díszérme (1984)
- Winkler Lajos Emlékérem (1985)
- Kazay Endre Emlékérem (1989)
- Széchenyi-díj (1995) – Élettanilag jelentős nagymolekulák és modelljeik fémion-koordinációja, különösen a specifikus fémionkötés törvényszerűségeinek feltárásáért.